# Midquel
Midquel – określenie szeroko rozumianego utworu (książki, filmu, serialu itp.), rodzaj kontynuacji, którego akcja rozgrywa się w trakcie wcześniejszego dzieła.
Przykładem ze świata telewizji jest film telewizyjny Ptaki ciernistych krzewów: Utracone lata, którego akcja rozgrywa się w ciągu kilku tygodni z osiemnastu lat pominiętych w oryginalnym miniserialu Ptaki ciernistych krzewów.
Przykładem wśród książek jest seria Opowieści z Narnii – jej piąty tom (Koń i jego chłopiec) jest midquelem pierwszej części (Lew, czarownica i stara szafa), a przykładem wśród filmów jest seria przygód Bourne’a – akcja czwartej części (Dziedzictwo Bourne’a) z 2012 roku toczy się jednocześnie podczas wydarzeń z trzeciej części (Ultimatum Bourne’a) z 2007 roku.